# Jesse en Festus
Jesse en Festus, ook bekend als The Dalton Boys, was een professioneel worstelteam dat actief was in de World Wrestling Entertainment (WWE) en bestond uit Jesse en Festus.

## In worstelen
- Afwerking bewegingen
  - Aided Shoulder Block